# 心叶大戟
心叶大戟（学名：Euphorbia sparrmannii）为大戟科大戟属的植物。分布于台湾岛、澳大利亚、印度尼西亚、日本等地，多生长于沿海珊瑚礁，目前已由人工引种栽培。